# Rue des Tisserands
Pour les articles homonymes, voir Tisserand.
La rue des Tisserands est une voie de la commune française de Colmar.

## Situation et accès
Cette voie de circulation, d'une longueur de 120 m (plus un décrochage de 35 m), se trouve dans le quartier centre.
On y accède par la rue de Turenne et le quai de la Poissonnerie.
Cette voie n'est pas desservie par les bus de la TRACE.